# 単包条虫

エキノコックス属の生活環

単包条虫（たんほうじょうちゅう、学名：Echinococcus granulosus）とは、円葉目テニア科エキノコックス属に属する条虫の1種。体長2-9mmで3-4個の片節より構成される。頭節には4個の吸盤と額嘴を有する。成熟片節には1組の生殖器官が存在する。中間宿主はヒツジ、ウシ、ウマ、ラクダ、カンガルー、ワラビー、サル、ヒトなど、終宿主はイヌ、オオカミ、ジャッカル、ディンゴなど。生活環は外界に排出された虫卵を中間宿主が摂取しその体内で六鉤幼虫へと発育する。六鉤幼虫は血行性あるいはリンパ行性に肝臓や肺に移動し包虫嚢に発育する。終宿主への移行は中間宿主の捕食により起こり、その小腸で成虫へと発育する。
1. - 形態
    - 虫卵は直径約35μmで、六鉤幼虫が中に入っている。虫卵の形態は単包条虫の物も多包条虫の物も類似しており、両種の虫卵の区別は困難である。
    - 成虫は約7週間で体長2.5mm-9.0mmに成熟し、終宿主の腸内に虫卵を放出し始める。終宿主に大きな病害を与えることはない。

  - 生活環（ライフサイクル）
    - 終宿主（＝イヌ、オオカミ、ジャッカル、コヨーテ、ハイエナ、ディンゴ、キツネ、タヌキといったイヌ科の肉食獣）
 → 終宿主の糞便中に虫卵が排出され、周囲の地面や水や植物等を汚染する。
 → 虫卵が粉塵、飲水、食物などとともに中間宿主に経口摂取される。
 → 中間宿主（＝ヒツジ、ウシ、ウマ、ブタ、ヤギ、ウサギ、トナカイといった草食獣やヒト）
→ 宿主の十二指腸・小腸上部で孵化。
 → 終宿主が単包虫を含む中間宿主の臓器を食べる。

  - ヒトへの感染経路 キツネ
  - 病態
    - 虫卵から放出された六鉤幼虫が腸壁に侵入し、血流もしくはリンパ流にのって諸臓器（肝、肺、脳など）に運ばれ幼虫期である単包虫を形成する。単包虫は様々な大きさの球形の限局性嚢胞性病変を形成する。嚢胞は漿液性の包虫液で満たされており、その中に多数の原頭節が生じる。